# فهرست خطوط اتوبوسرانی قزوین
| نام خط    | مبدا                              | مقصد                              | مسیر رفت | مسیر برگشت | شهر                     |
| خط ۱۰۱    | پایانه الغدیر                     | مجتمع ادارات نواب                 | میدان قدس - چهارراه ولی عصر- بلوار آیت‌الله طالقانی - بلوار شهید مدرس - خیابان شهرداری - خیابان خیام - بلوار آیت‌الله طالقانی - میدان آزادی - خیابان امام خمینی - میدان ۲۲ بهمن - بلوار شهید باهنر               | میدان شهید حسن پور - بلوار شهید باهنر- میدان ۲۲ بهمن - خیابان امام خمینی - میدان آزادی - بلوار آیت‌الله طالقانی - چهارراه ولی عصر | قزوین                   |
| خط ۱۰۲    | ترمینال مرکزی                     | مجتمع ادارات نواب                 | بلوار خرمشهر - چهارراه ولی عصر - میدان قدس - خیابان فلسطین شرقی - خیابان فلسطین غربی - میدان شهید حسن پور | میدان شهید حسن پور - خیابان فلسطین غربی - خیابان فلسطین شرقی - میدان قدس - چهارراه ولی عصر | قزوین                   |
| خط ۱۰۳    | میدان آزدی                        | چهار صد دستگاه                    | خیابان نادری - میدان درب کوشک- میدان عدل- چهارراه فلسطین میدان شهید بابایی- خیابان دانشگاه - میدان جانبازان | همانند مسیر رفت | قزوین                   |
| خط ۱۰۳(۲) | میدان آزدی                        | خیابان اصفهان                     | پیغمبریه - چهار راه سپه - خیابان راه آهن | خیابان راه آهن- چهار راه سپه- خیابان هلال احمر | قزوین                   |
| خط ۱۰۴    | میدان آزدی                        | میدان ۲۲ بهمن                     | پیغمبریه - چهار راه سپه - سلامگاه - خیابان منتظری - دوراهی همدان | همانند مسیر رفت | قزوین                   |
| خط ۱۰۵    | میدان آزدی                        | دانشگاه بین‌المللی امام خمینی (ره) | نادری - درب کوشک - چهارراه عمران - میدان سرداران - نوروزیان - صدا و سیما - کوثر | همانند مسیر رفت | قزوین                   |
| خط ۱۰۶    | بازار                             | شهرک ولایت                        | میدان آزادی - سر پل طالقانی - بلوار شهید مدرس - خیابان پادگان - چهارراه پادگان - میدان ارتش | میدان ارتش - چهارراه پادگان - خیابان پادگان - خیابان بوعلی - چهارراه نادری - چهارره نظام وفا - سعدی | قزوین                   |
| خط ۱۰۷    | بازار                             | پایانه مینودر                     | سعدی - حیدری - غیاث آباد - فلکه اول ، دوم ، سوم کوثر - میدان گلها - میدان تعاون - چهارراه پوشینه باف | چهارراه پوشینه باف - میدان تعاون - میدان گلها - فلکه دوم کوثر - غیاث آباد - میدان مادر - حیدری - سعدی | قزوین                   |
| خط ۱۰۸    | میدان ۲۲بهمن                      | پایانه مینودر                     | میدان ۲۲ بهمن - چهارراه راهنمایی - خیابان نواب جنوبی - میدان شهید حسن پور - خیابان نواب شمالی - میدان مادر - میدان آخر غیاث آباد - فلکه اول غیاث آباد - راسته لوازم خانگی - میدان دهخدا - چهار راه پوشینه بافت | چهار راه پوشینه بافت - منبع آب مینودر - خیابان شهید زرآبادی پور - کاشی پارس - ساختمانهای شیشه - میدان ایران دو چرخ - میدان دهخدا - راسته لوازم خانگی - فلکه اول کوثر - میدان آخر غیاث آباد - میدان مادر - خیابان نواب شمالی - میدان شهید حسن پور - خیابان نواب جنوبی - چهارراه راهنمایی | قزوین                   |
| خط ۱۰۹    | چهارراه ولی عصر                   | ایستگاه راه آهن                   | خیابان باغ دبیر - میدان تهران قدیم - چهار راه سپه - خیابان راه آهن | خیابان راه آهن - چهار راه سپه - میدان تهران قدیم - ترمینال - چهار راه ولی عصر | قزوین                   |
| خط ۱۱۰    | ترمینال مرکزی                     | چهارصد دستگاه                     | چهارراه ولی عصر - میدان ارتش - خیابان دانشگاه - میدان جانبازان | همانند مسیر رفت | قزوین                   |
| خط ۱۱۱    | دانشگاه بین‌المللی امام خمینی (ره) | دو راه همدان                      | نوروزیان - میدان سرداران - میدان ارتش - چهارراه ولی عصر (عج) - ترمینال | همانند مسیر رفت | قزوین                   |
| خط ۱۱۲    | بیمارستان تأمین اجتماعی قزوین     | دانشگاه آزاد اسلامی قزوین         | - | - | باراجین قزوین           |
| خط ۱۱۳    | خیابان شهید انصاری                | شهر اقبالیه                       | خیابان شهید انصاری | - | قزوین - اقبالیه         |
| خط ۱۱۴    | پایانه الغدیر                     | شهر الوند                         | پایانه شهید بهشتی | - | قزوین - الوند           |
| خط ۱۱۵    | پایانه الغدیر                     | شهر محمدیه                        | - | - | قزوین - محمدیه          |
| خط ۱۱۶    | ترمینال مرکزی                     | ناحیه مینودر                      | ترمینال - چهارراه ولی عصر (عج) - میدان شهید بابایی - غیاث آباد - میدان دوم کوثر - کابل البرز - بلوار صیادشیرازی                                                                                                | مالکانه - شیشه - میدان ایران دوچرخ - میدان صیاد شیرازی - لوازم خانگی - میدان اول کوثر - غیاث آباد - میدان شهید بابایی - چهارراه ولی عصر (عج) - ترمینال | قزوین                   |
| خط ۱۱۷    | بازار                             | بلوار سعادت                       | خیابان امام خمینی - میدان آزادی - چهارراه طالقانی - بلوار مدرس - بلوار شمالی -بلوار سعادت | بلوار سعادت - بلوار شمالی - بو علی - چهارراه نظام وفا - سعدی | قزوین                   |
| خط ۱۱۸    | قزوین                             | بیدستان                           | چهارراه ولی عصر | - | قزوین - بیدستان         |
| خط ۱۱۹    | قزوین                             | محمودآباد نمونه                   | میدان ۲۲بهمن | - | قزوین - محمودآباد نمونه |
| خط ۱۲۰    | قزوین                             | چوبیندر                           | - | - | قزوین - چوبیندر         |